# Escola Mestre Andreu
L'Escola Mestre Andreu és un edifici de Sant Joan de les Abadesses (Ripollès) inclòs a l'Inventari del Patrimoni Arquitectònic de Catalunya.

## Descripció
Es tracta d'un edifici simètric, amb accés central i esglaonaments laterals. L'edifici va ser construït amb parets de càrrega i amb les cantoneres de pedra treballada. A nivell del segon pis hi ha unes arcades de fàbrica de totxo, que donen unitat a l'edifici. La distribució interior respon a l'emplaçament, donant els accessos de les aules, al carrer principal, i les aules sobre els patis. D'aquesta manera tot el sector públic queda orientat al migdia. Aquestes escoles són semblants a les de Ribes de Freser, del mateix autor i situats en àrees climatològiques semblants.